# Palenberg
Palenberg ist der zweitgrößte Stadtteil von Übach-Palenberg im Kreis Heinsberg.

## Geschichte

### Archäologie
In der Flur „Am Heidberg“ wurden 1951 spätantike Gräber angeschnitten, einige Funde geborgen. Die Bestattungen erfolgten in der Zeit zwischen 400 und 485 n. Chr. Sie dürften, da waffenführend, auf germanische Söldner im spätrömischen Heer zurückgehen.
Bei Grabungen in der St. Petrus-Kirche wurden ältere Vorgängerbauten und Gräber entdeckt. Die ältesten Gräber gehören in das frühe 8. Jahrhundert n. Chr., die älteste Kirche – ein Holzpfostenbau von ca. 6 × 9 m Größe – dürfte in der gleichen Zeit entstanden sein.

### Ab 867
Die Ersterwähnung Palenbergs erfolgte im Jahr 867 als villa Palemberg. Um 1000 gehörte der Ort vermutlich zur Herrschaft Geilenkirchen. Diese gelangte im 12. Jahrhundert in den Besitz der Herren von Heinsberg und das Heinsberger Land kam schließlich zum Herzogtum Jülich. Dort liegt Palenberg im Jülicher Amt Geilenkirchen. Die Kirche wurde erstmals um 1300 erwähnt, und zwar im Liber valoris als Filialkirche von Frelenberg.
1815 kam Palenberg an Preußen; 1827 hatte der Ort 98 Einwohner und gehörte zum Amt Frelenberg. Im Jahre 1852 wurde der heutige Bahnhof Übach-Palenberg eingeweiht. Von 1917 bis 1962 kam es zum Abbau von Steinkohle in der Grube Carolus Magnus. 1913 begann der Bau von Bergarbeiterwohnungen (Beamtenwohnungen). Durch den Ausbau der Grube Carolus Magnus und deren Bergwerkssiedlung ging der alte Weiler Bersitten im Stadtteil Palenberg auf.
Die Eigenständigkeit Palenbergs endete am 1. Mai 1935; es entstand die Gemeinde Übach-Palenberg aus den bis dahin selbständigen Bürgermeistereien Scherpenseel und Frelenberg sowie der Gemeinde Übach.
Am 31. Dezember 2006 lebten in Palenberg 4958 Personen.

## Verkehr
Der nächste Bahnhof ist Übach-Palenberg an der Bahnstrecke Aachen–Mönchengladbach. Die nächsten Autobahn-Anschlussstellen sind „Alsdorf“ an der A 44 sowie „Heinsberg“ an der A 46.
Die AVV-Buslinien 21, 430, 431, 433, 491 und ÜP1 sowie die Buslinie 723 der Arriva verbinden Palenberg mit allen weiteren Stadtteilen sowie mit Alsdorf, Baesweiler, Geilenkirchen, Herzogenrath und dem niederländischen Landgraaf. Abends und am Wochenende kann außerdem der MultiBus angefordert werden.
| Linie | Betreiber | Verlauf |
| ----- | --------- | --- |
| 21    | ASEAG     | Lintert Friedhof – Burtscheid – Aachen Hbf – Misereor – Elisenbrunnen – Aachen Bushof – Ludwig Forum – Talbot – Haaren – Würselen – Morsbach – Bardenberg – (Pley –) Niederbardenberg – Herzogenrath Bf – Ritzerfeld – Merkstein – Boscheln – Holthausen – Übach – Palenberg – Palenberg Bf |
| 430   | west      | Herzogenrath Bf – Ritzerfeld – Merkstein – Boscheln – Übach – Palenberg – Palenberg Bf |
| 431   | west      | Geilenkirchen Bf – Frelenberg – Zweibrüggen – Marienberg – Palenberg Bf – Palenberg – Übach – Boscheln – Baesweiler |
| 433   | west      | Palenberg Bf – Palenberg – Übach – Boscheln – Alsdorf-Annapark |
| 491   | west      | Geilenkirchen Bf – (Bauchem – Nierstraß –) Teveren – Grotenrath – Scherpenseel – (Siepenbusch – Windhausen –) Marienberg – Palenberg Bf (– Palenberg – Übach) |
| ÜP1   | west      | Frelenberg – Palenberg Bf – Palenberg – Übach – Boscheln |
| 723   | Arriva    | Landgraaf Monto Verde – Eygelshoven – Ubach over Worms – Rimburg (NL) – Palenberg Bf (D) (kein AVV-Tarif) |